# Komono, Mie
Komono (japanska: 菰野町?, Komono-chō) är en landskommun (köping) i Mie prefektur i Japan. 

## Geografi
Komono ligger i den bergiga norra delen av Mie prefektur och gränsar till Shiga prefektur. En del av kommunen ligger inom Suzuka Quasi-National Park. I kommunen ligger onsen-orten Yunoyama Onsen.

## Kända personer
- Tomoya Uchida – professionell fotbollsspelare
- Yuki Nishi – professionell basebollspelare
- Takuma Asano - professionell fotbollsspelare